# Lassouts
 Lassouts  (en occitano Las Sots)es una población y comuna francesa, situada en la región de Mediodía-Pirineos, departamento de Aveyron, en el distrito de Rodez y cantón de Espalion.

## Demografía
| 613 | 513 | 420 | 382 | 349 | 326 |
| Para los censos de 1962 a 1999 la población legal corresponde a la población sin duplicidades (Fuente: INSEE [Consultar]) |     |     |     |     |     |